# Akamaru (isola)

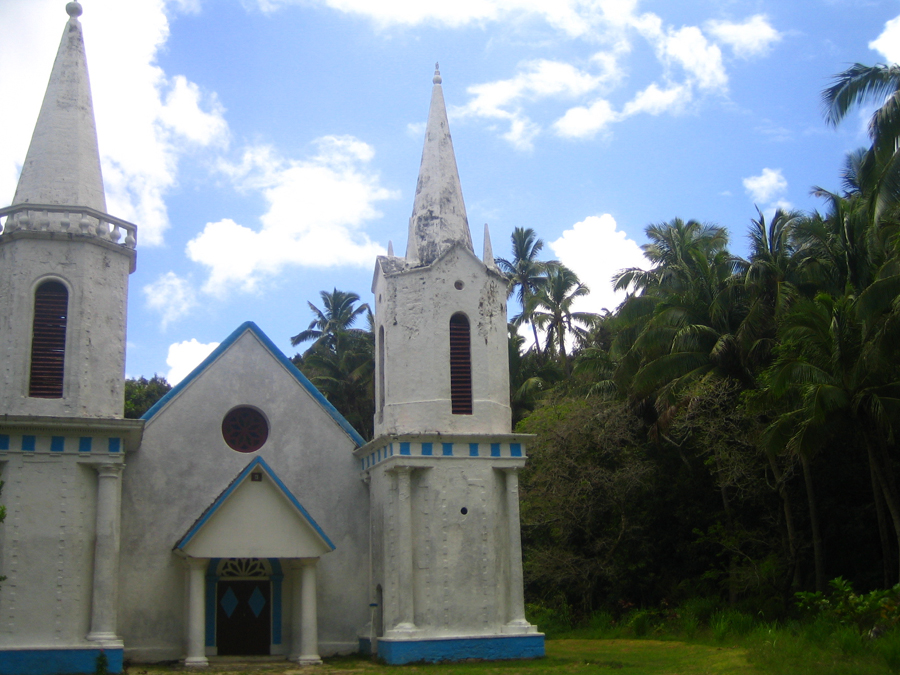
Chiesa di Notre-Dame de la Paix

Akamaru è la terza isola in ordine di grandezza dell'arcipelago delle Isole Gambier (Polinesia francese).
L'isola è piccola e rocciosa; infatti, ha una superficie di 2,1 km². Si trova ad una distanza di 7 km a sud-est di Mangareva. L'isola è affiancata da Mekiro, che in realtà è uno scoglio gigante in mezzo al mare ricco di vegetazione.
L'isola di Akamaru fu scoperta nel 1797 dal navigatore James Wilson. Nel 1834, fu celebrata la prima messa da un prete francese. Si può ancora vedere la chiesa  di Notre-Dame de la Paix, costruita tra il 1835 ed il 1862.
La piccola laguna che si trova qui è stata paragonata (non erroneamente) a quella di Bora-Bora.
Tre famiglie (per un totale di 11 persone) abitano sull'isola. Le loro abitazioni sono riunite intorno alla chiesa